# Boaedon olivaceus
Boaedon olivaceus är en ormart som beskrevs av Duméril 1856. Boaedon olivaceus ingår i släktet Boaedon och familjen Lamprophiidae. Inga underarter finns listade i Catalogue of Life.
Arten förekommer i västra och centrala Afrika österut till Uganda och Rwanda samt söderut till Angola. Honor lägger ägg.